# Abhayavapi
Abhaya Wewa (syng. අභය වැව, pol. czyt. „Abaja Łeła”) lub Abhayavapi (syng. අභයවාපි, pol. czyt. „Abajawapi”), popularnie zwany również Basawakkulama (syng. බසවක්කුලම, pol. czyt. „Bazałakulama”) – zbiornik deszczówki służącej jako rezerwa wody pitnej dla miasta Anuradhapura. Projekt wykonano za panowania króla Pandukabhaya (437–367 p.n.e.) około 400 roku p.n.e. w obrębie ówczesnej stolicy.

## Funkcja
Zbiornik został zbudowany wewnątrz antycznego miasta Anuradhapury w celu zapewnienia jego mieszkańcom dostępu do wody pitnej. Nie mając naturalnego źródła ani przypływu wody gromadzi jedynie deszczówkę, przede wszystkim zbieraną podczas corocznego monsunu. Pierwotnie zużytą wodą z tego zbiornika nawadniano jeszcze 180 ha (450 akrów) powierzchni uprawnej.

## Dane techniczne

### Konstrukcja
Do budowy zbiornika wykorzystano naturalną nieckę w terenie, która dodatkowo została otoczono nasypem ziemnym o spadzie około 71° (z obu stron). Aby chronić obrzeże przed falami, pochylnię wewnętrzną obłożono małymi głazami. Szerokość grobli u szczytu wynosi od 1,8 do 2,4 metra. Zbiornik posiada jeden upust ze swej zachodniej strony, który pozwalał regulować poziom wody. Tuż obok znajduje się również prostokątny basen wyłożony kamieniami, który miał hamować spuszczaną wodę. Ten kamienny upust pochodzi z czasów późniejszych niż sama zapora, wykorzystano przy jego budowie elementy wcześniej istniejących budowli. 

### Projekt pierwotny
Długość grobli ziemnej okalającej zbiornik wynosiła pierwotnie 1801 m (5910 stóp), powierzchnia lustra wody wynosiła 1,33 km² (330 akrów), a zbiornik miał pojemność 3,77 mln m³ (133 mln stóp sześciennych), przez co mógł gromadzić więcej deszczówki, niż przeciętny monsun przynosi na niechłonny obszar, z którego nadmiar opadu zbierał.
Na wypadek przepełnienia zbiornika w zachodniej części okalającego go nasypu zbudowano kamienny przelew awaryjny o szerokości 6,7 m (22 stopy). Znajdował się on pierwotnie na wysokości 5,8 m (19 stóp) nad poziomem upustu.

### Stan aktualny
Dziś lustro wody zbiornika ma przeciętną powierzchnię 174 ha, a jego głębokość wynosi przeciętnie 4,7 m, zaś objętość całkowita wynosi około 2,36 mln m³. Długość tamy okalającej jezioro wynosi około 1189 m. Na skutek erozji ma ona obecnie wysokość około 6,7 metra. Obecnie upust awaryjny znajduje się około 1,1 m (3 stopy i 8 cali) niżej niż pierwotnie. Na zewnątrz śluzy znajduje się małe pole ryżowe. 
Konstrukcja ścian zbiornika jest na tyle nowoczesna, że powierzchownie nic nie wskazuje na tak podeszły wiek tej budowli. Lekki spad obrzeży przypomina raczej dużo młodsze zbiorniki tego typu, tyle że później budowano je jako jeszcze bardziej płaskie.

## Pozostałe informacje
W czasach nowożytnych zbiornik Abhaya Wewa nie został odbudowany w pełnym wymiarze, ponieważ miasto po ponownym zasiedleniu liczy do dziś dużo mniej mieszkańców niż w czasach swej świetności. Tak więc zapotrzebowanie na wodę też jest mniejsze niż niegdyś. Dlatego zbiornik jest dziś dużo mniejszy niż pierwotnie, aczkolwiek wraz z innymi zbiornikami nadal spełnia swą pierwotną funkcję jako rezerwa wody pitnej dla miasta od około 2500 lat.